# Lada Niva
O Lada Niva é um automóvel produzido pela AvtoVAZ, caracterizado como um jipe russo compacto e rústico. O modelo mais famoso e difundido pelo mundo é a versão curta, denominado pela fábrica como BA3 2121. Ele é produzido em várias versões e modelos, como o Curto, Curto Cabriolet, e Pickup.

## História

### Início e fim da importação no Brasil

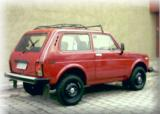
Lada Niva RC 1995 vendido no Brasil

Quando o então Presidente do Brasil, Fernando Collor acabou com a reserva de mercado para automóveis em 1990, a primeira marca estrangeira a chegar oficialmente foi a Lada, através do seu representante para a América Latina sediado no Panamá. Ocorreram alguns meses antes, entretanto, algumas importações de veículos por particulares.
A Lada tinha o Niva, ao lado do Laika sedã, como seu carro-chefe de vendas. Vieram ainda o Laika Station e o Samara, mas em menor quantidade. O Niva foi inicialmente um sucesso, em vista que o Brasil era um mercado acostumado com cerca de vinte anos de proibição total de importações, e em um tempo muito curto, o Lada Niva obteve enormes vendas.
O Niva é um jipe de tração 4x4 integral e permanente, uma das características que o tornava superior aos populares jipes nacionais da Gurgel, concorrentes diretos, mas que foram descontinuados com a falência desta. A abertura das importações por Fernando Collor mostrou-se permanente e crescente, com novas marcas estrangeiras chegando ao Brasil. Os problemas surgidos com a desintegração da União Soviética dificultaram a reposição de peças e estoques. Problemas de acabamento como bancos que se soltavam, portas desalinhadas e outros itens nos produtos Lada foram reduzindo suas vendas. Em 1990 e 1991 qualquer coisa automotiva importada chamava a atenção pela novidade e vendia bem. De 1992 em diante os importados começaram a ser tornar coisa trivial e o Niva ganhou outros competidores externos. As vendas começaram a cair e em 1997 a Lada saiu do Brasil.

### Legado do Niva e da Lada

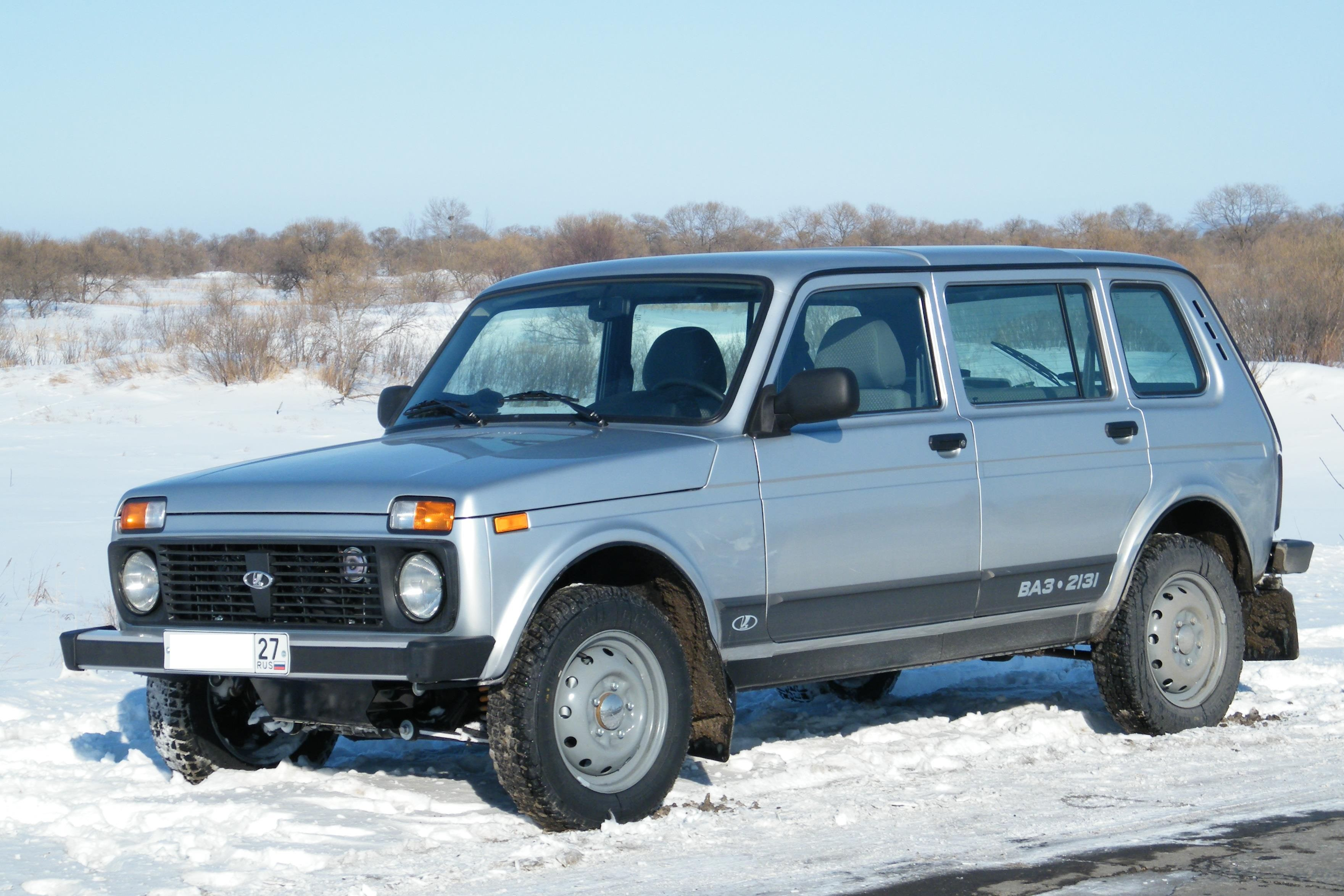
Versão perua produzida na década de 1990.

Ironicamente foi uma marca da extinta União Soviética a primeira a chegar ao Brasil no processo de abertura comercial implementado pelo presidente Fernando Collor de Mello em 1990, com o intuito de modernizar o mercado automobilístico brasileiro introduzindo maior concorrência. O mercado de automóveis no Brasil era controlado por apenas quatro fabricantes que, sem grande concorrência, ofereciam produtos tecnologicamente obsoletos e com poucas opções de modelos. A lei de Informática, que proibia importações de qualquer produto da área, também foi um fator inibidor do aperfeiçoamento do produto nacional. Os carros da Lada porém, eram mais antiquados que os fabricados no Brasil e ganharam mercado mais pelo quesito novidade do que pela qualidade. O Niva entretanto, apesar do projeto antiquado, possuía um sistema mecânico de tração 4x4 robusto e eficiente, a um custo competitivo. Basta lembrar que era um jipe de tração integral com diferencial central, semelhante ao dos veículos Land Rover, mas por um terço do preço desses. Os Nivas eram vendidos em três versões, com preços que partiam de 10 mil dólares na versão básica, 11 mil na intermediária (com caixa de direção aliviada Gemmer feita na França) até 13 mil dólares na equipada Pantanal. Por não estar mais à venda no Brasil desde 1999, quando foram importados num pequeno lote por uma ex-revendedora, o Niva é atualmente uma raridade em nossas ruas e estradas. No entanto, ele segue tendo seus apreciadores que são chamados "niveiros".

### Cenário atual
Ao contrário do que pensam muitos, nem a Lada, nem seu veículo Niva acabaram. A Lada segue existindo, hoje com participação acionária da Renault, e o Niva completou mais de trinta anos de fabricação contínua. O Niva atual, agora nomeado Lada 4x4, é um veículo com várias diferenças se comparado com os primeiros que chegaram no Brasil, não tendo nenhum dos defeitos antigos. As qualidades seguem as mesmas: tração 4x4 permanente, resistência a atoleiros e muito mais conforto. Apenas há o diferencial de preço, que é atualmente muito mais alto do que os modelos antigos.
O problema de falta de peças de reposição, comum na década de 90 logo após a saída da Lada do Brasil, foi resolvido com a popularização da internet e das micro-importações que abriram a possibilidade da compra de peças para reposição, e melhorias, diretamente da Rússia e dos países europeus que atualmente comercializam o carro nos modelos mais modernos.
Recentemente, a Lada em seu país de origem reestilizou o jipe Niva, com um visual mais moderno e retrô, que remete ao antecessor, mantendo diversos itens como os faróis, lanternas, carroceria e boa parte do interior. Porém o nome foi modificado, passando então a se chamar Lada 4x4, tendo sido os direitos sobre o nome Niva repassados à Chevrolet. Esta vende o Chevy Niva, um SUV 4x4 inicialmente desenvolvido pela Autovaz que, por falta de meios financeiros, acabou por, através de uma joint venture, passando o veículo para a Chevrolet, que completou o projeto e vende hoje esse veículo em suas revendas.
Recentemente a Autovaz lançou o Lada 4x4 Urban, uma versão do Lada 4x4 algo "modernizada", com para-choques plásticos, pintura metálica, grade diferenciada e diversos itens de acabamento diferentes do modelo básico do veículo.

## Características Técnicas

### Lada Niva 1.6
O Lada Niva 1.6 é o modelo construído sobre monobloco, até 1995; foram as primeiras unidades a chegar ao Brasil.

#### Motor, Dimensões e Capacidades
- Dianteiro, longitudinal, 4 tempos, pistões alternativos, ignição por centelha (originalmente usando sistema mecânico de controle da centelha), carburado, arrefecido a água com monopropileno glicol;
- Cilindros: 4 em linha;
- Cilindradas (cm3): 1.568;
- Potência máxima (cv): 73 cv / 82 cv (1.7);
- Torque máximo (mkgf): 12,0 m.kgf a 3.200 rpm;
- Combustível: gasolina;
- Diâmetro e curso (mm): 79 x 80;
- Taxa de compressão: 8,5:1;
- Entre-eixos (mm): 2.200;
- Comprimento (mm): 3.720;
- Largura (mm): 1.680;
- Altura (mm): 1.640;
- Bitola traseira (mm): 1473;
- Bitola dianteira (mm): 1473;
- Peso em ordem de marcha: 1.191 kg;
- Carga útil: 359 kg;
- Tanque: 42 litros.

#### Direção
- Tipo: setor sem fim, pode ser instalada caixa de direção com relação de multiplicação 20,8:1.

#### Freios e Desempenho
- Sistema hidráulico de duplo circuito servo-assistido, a discos para as rodas dianteiras e as tambores para as rodas traseiras, com válvula reguladora de pressão nas rodas traseiras.
- Ângulo de entrada: 38º;
- Ângulo de saída: 32º;
- Vão livre: 217 mm;
- Travessia de água: 600 mm;
- Rampa máxima: 31º;
- Inclinação lateral máxima: 30º;
- Diâmetro de giro: 10 metros;
- Consumo: estimados 6,5 km/l para utilização em cidades e 9,5 km/l para utilização em estradas;
- Velocidade máxima: 136 km/h; 0 a 100 km/h: 23,6 segundos.

#### Transmissão
- Mecânica de 5 marchas mais ré;
- Tração: integral 4x4 contínua/permanente;
- Caixa de mudanças com 5 velocidades à frente sincronizadas e uma à ré. Relações de transmissão: 1ª: 3,67:1; 2ª: 2,10:1; 3ª: 1,37:1; 4ª: 1,00:1; 5ª: 0,82:1; Ré: 3,52:1;
- Caixa de redução direta e reduzida, com bloqueio do diferencial central, comando na cabine;
- Caixa de transferência: Velocidade Superior: 1,20:1; Velocidade Inferior (reduzida): 2,13:1; Relação diferencial: 4,30:1.

#### Suspensão, Rodas e Pneus
- Dianteira: independente, sobre bandejas móveis transversais com molas helicoidais, amortecedores hidráulicos e barra estabilizadora.
- Traseira: eixo rígido com molas helicoidais, amortecedores hidráulicos com 4 barras tensoras longitudinais e uma transversal.
- Rodas: de aço, estampadas, aro 16, fixação com 5 porcas.
- Pneus: Radiais 175/80 R16 / Lameiros 6.95x16